# Faliszkuszok

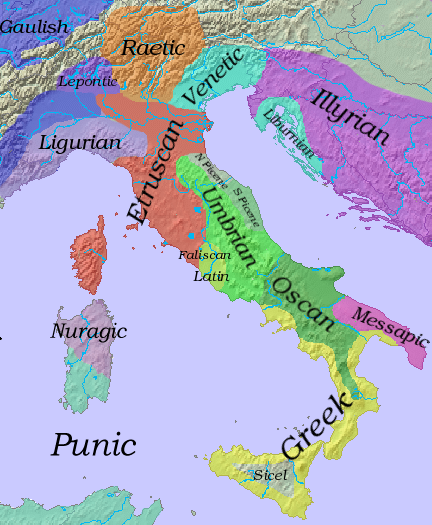
Appennini-félsziget a vaskorban

A faliszkuszok (latinul: falisci, azaz faliscusok) ókori itáliai nép volt. A faliszkuszi nyelv közeli rokonságban állt a latinnal. Eredetileg önálló államot alkottak.
A Tevere jobb partján Grotta Porciosa és Capena között éltek a Via Flaminia mentén. A faliszkuszok területét etruszk városok, délen Veii, vették körül. Ebből arra következtetnek a történészek, hogy Kelet-Etrúriát eredetileg latinok lakták, akik elköltöztek vagy beolvadtak az etruszkok közé. A faliszkuszok azonban meg tudtak maradni felföldjeiken. Legfontosabb városuk, Fescennium mellett, Falerii volt. A régészek Corchiano, Vignanello, Gallese és Grotta Porciosa környékén jelentős faliszkusz településeket tártak fel, amelyeket az ókori szerzők nem említettek.
Az etruszk hatás ellenére megőrizték nyelvüket, Iuno Quiritis és Feronia tiszteletét, valamint Soranus kultuszát a Sorace hegyen. 
Az etruszkokat támogatták, csatlakoztak az etruszk ligához. Ez a politikai állásfoglalás szinte teljes pusztulásukhoz és függetlenségük elvesztéséhez vezetett. Veii városával tartottak Róma ellen, de i. e. 396-ban vereséget szenvedtek. Amikor Tarquinia fellázadt, fegyvert fogtak a faliszkuszok is. Körülbelül i. e. 351-ben újra veszítettek Rómával szemben, és Faleriibe római légiótábort telepítettek. Az első pun háború idején kikiáltották függetlenségüket, de Róma legyőzte őket. 15 000 faliszkusz esett el a harcokban, Faleriit lerombolták, a megmaradt népet átköltöztették egy kevésbé védhető helyre, amit Falerii Novinak neveztek el.

## Fordítás
- Ez a szócikk részben vagy egészben  a   Falisci című angol Wikipédia-szócikk fordításán alapul.  Az eredeti cikk szerkesztőit annak laptörténete sorolja fel. Ez a jelzés csupán a megfogalmazás eredetét és a szerzői jogokat jelzi, nem szolgál a cikkben szereplő információk forrásmegjelöléseként.